# 建国門駅
建国門駅（けんこくもん-えき）は北京市東城区に位置する、北京地下鉄の駅。

## 乗り入れ路線
1号線と2号線が乗り入れている。この2路線には駅番号が付与されており、1号線が「120」、2号線が「211」となっている。

## 歴史
- 1984年9月20日 - 2号線開業。
- 1999年9月28日 - 1号線（当時復八線）開業。乗換駅となる。
- 2000年6月28日 - 西単駅 - 天安門西駅間が開通し、復八線は1号線の一部になる。

## 駅構造

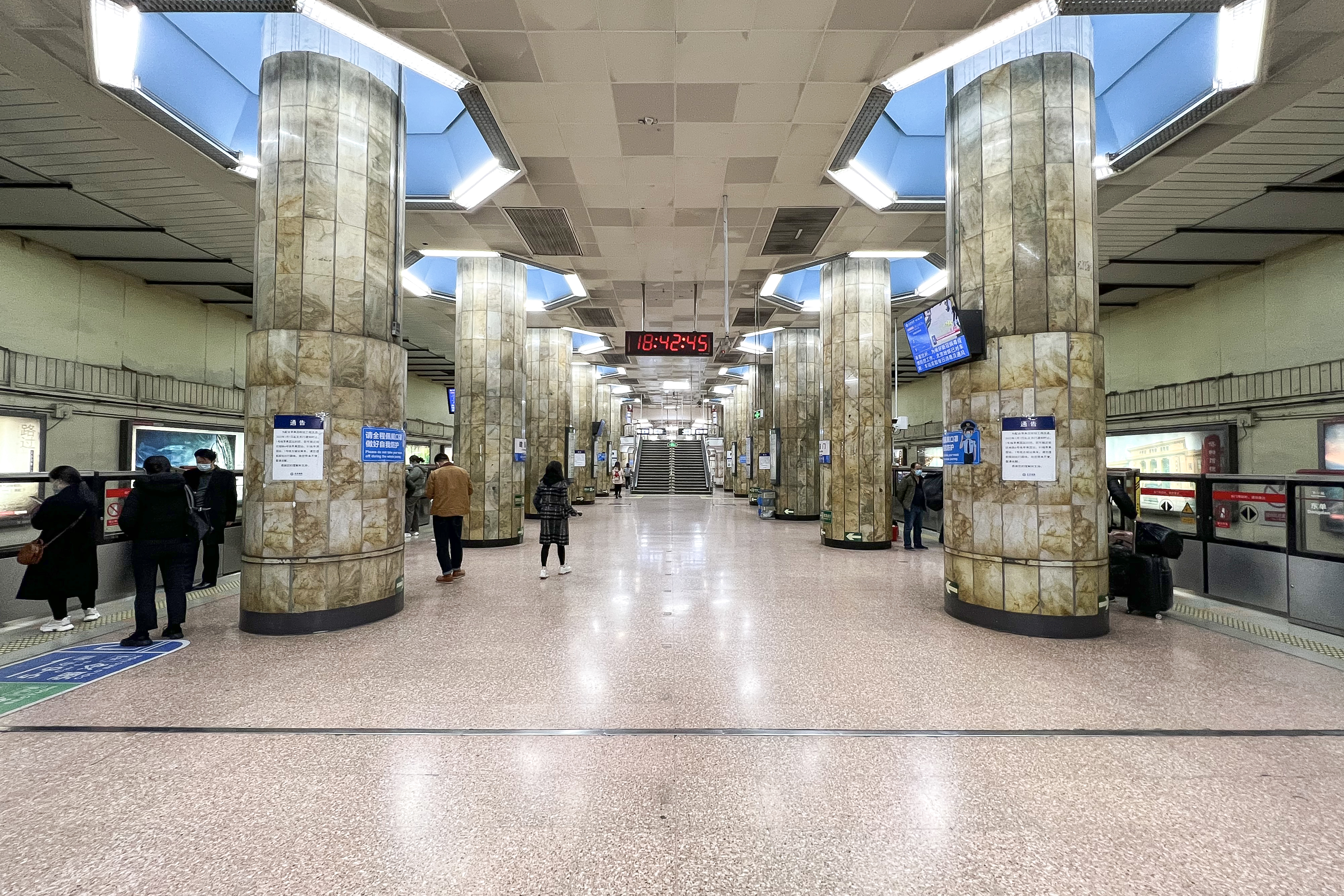
１号線ホーム

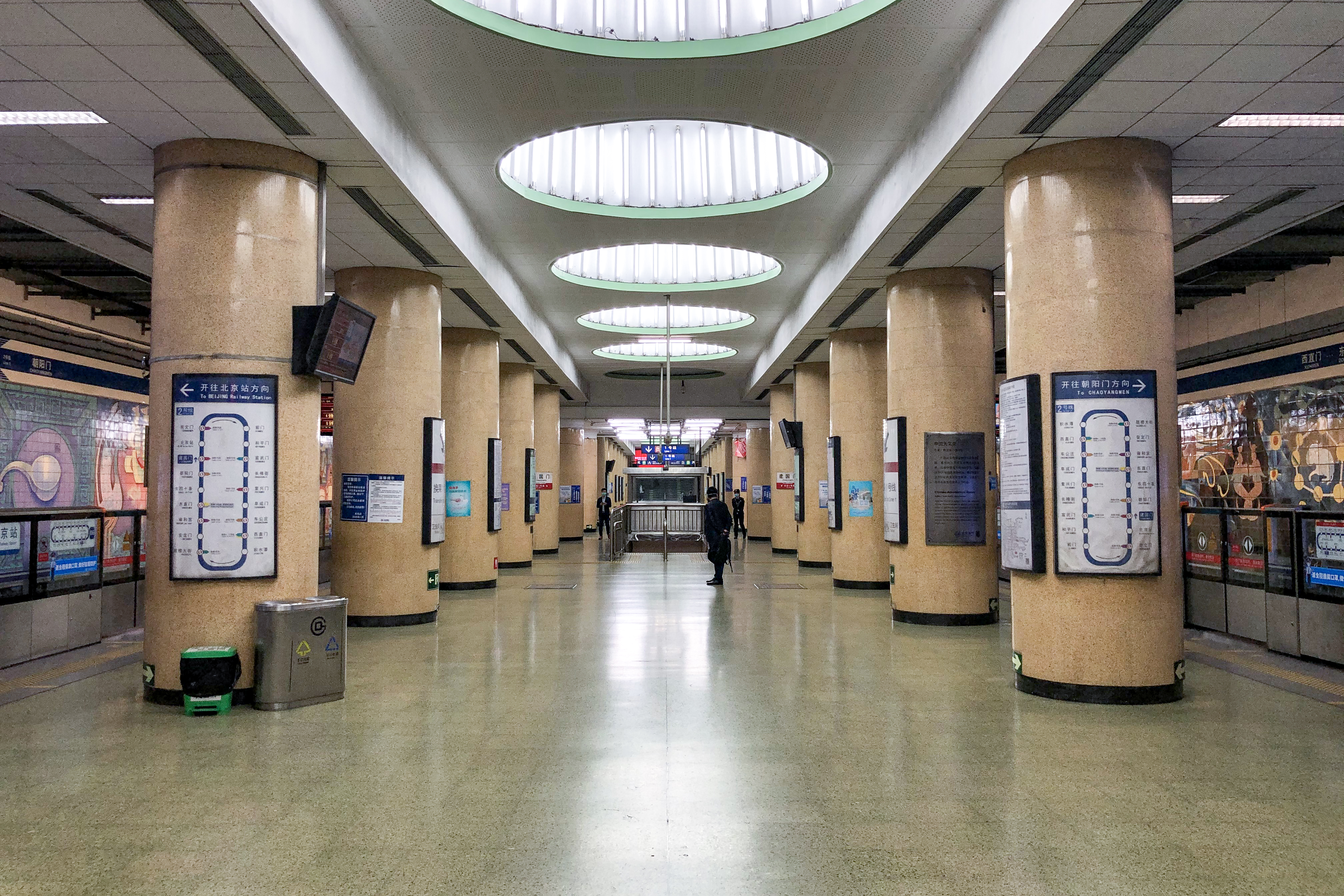
2号線ホーム

地下駅。地上の出口の建造物内に改札口がある。建国橋の傍に3つの出口があり、A出口：西北方面、B出口：東北方面、C出口：西南方面、の3ヶ所設けられている。
地上出口から下階に順に、地下1階に2号線ホーム、地下2階に1号線ホームがある。ホームは両線ともに島式ホーム1面2線構造。地下1階2号線ホームの内回り側の壁面には古代中国の四大発明をイメージした《四大发明》、外回り側の壁面には中国天文学史をイメージした《中国天文史》の壁画が飾られている。

### のりば
両路線ともに案内上ののりば番号は設定されていない。
| 1号線ホーム (B2F) | 1号線ホーム (B2F) | 1号線ホーム (B2F)          |
| ----------------- | ----------------- | -------------------------- |
| 西方向            | 1号線             | 王府井・復興門・苹果園方面 |
| 東方向            | 1号線             | 国貿・四恵・四恵東方面     |
| 2号線ホーム (B1F) |                   |                            |
| 内回り            | 2号線             | 北京駅・前門・宣武門方面   |
| 外回り            | 2号線             | 朝陽門・東直門・雍和宮方面 |

## 駅周辺
- 長富宮飯店（ホテルニューオータニ）
- 建国門医院
- 首都児科研究所附属児童医院
- 国際郵電局
- 中華人民共和国海関総署
- 北京市旅遊局（中国語版）
- 北京市人大
- 北京市人民広播電台
- 北京市テレビ放送局
- 長安大戯院（中国語版）
- 日壇公園（中国語版）
- 北京古視象台（中国語版）
- 北京国際倶楽部
- 国際ビル
- 凱萊大酒店
- 中国社会科学院
- 華僑村
- 建国門
- 建国橋
- 建国門外街道（中国語版）

## 隣の駅
北京地下鉄
 1号線
東単 - 建国門 - 永安里
 2号線
北京駅 - 建国門 - 朝陽門